# Melange

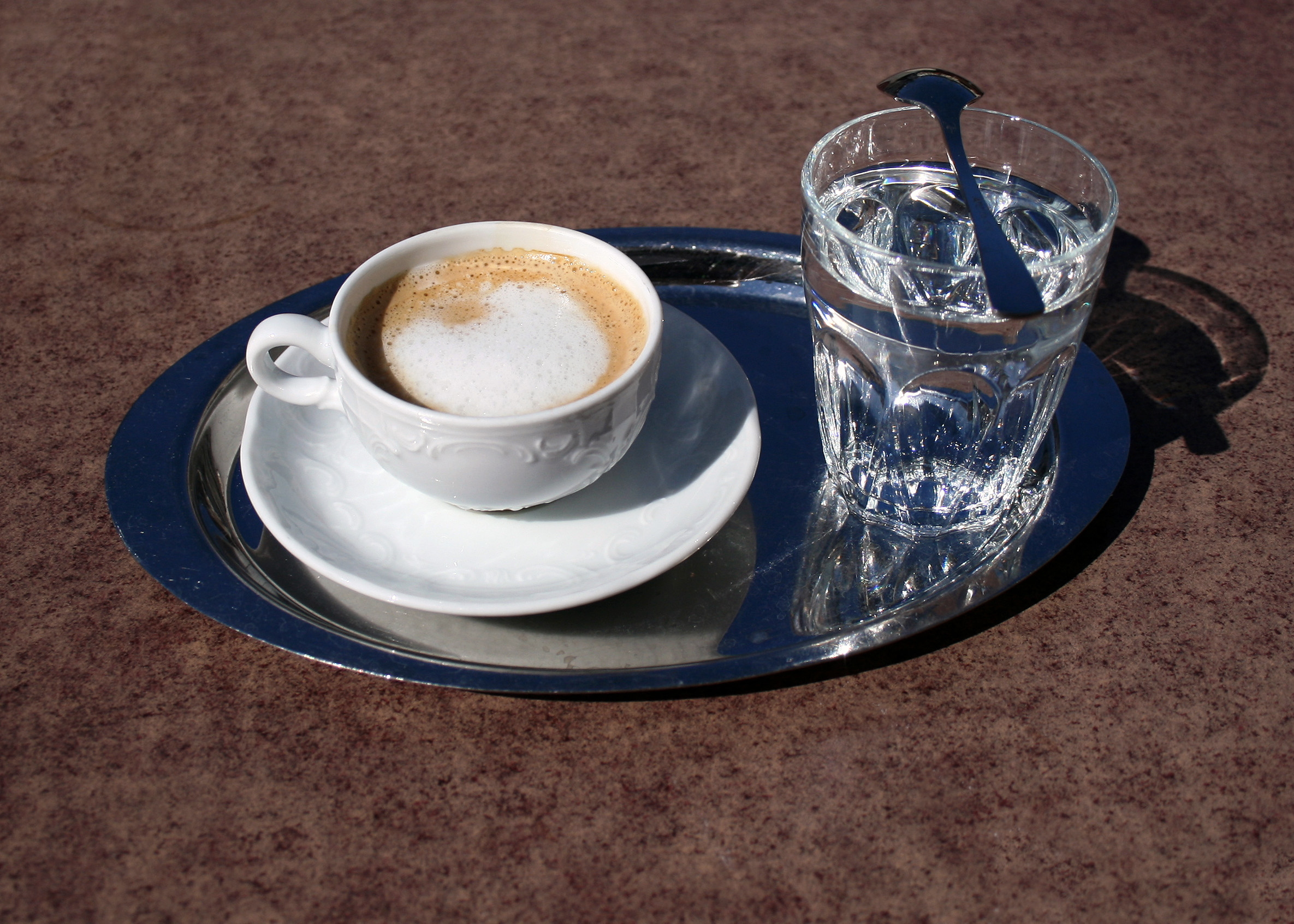
Wiener Melange

Die Bezeichnung Melange (französisch mélange „Mischung“) wird für verschiedene Kaffeegetränke mit Milch verwendet.
Die Wiener Melange (kurz: Melange) ist eine österreichische Kaffeespezialität. Sie besteht aus einem Teil Kaffee (z. B. Espresso) und einer Haube aus geschäumter Milch. Sie wurde erstmals um 1830 in Wien angeboten. In manchen Wiener Kaffeehäusern wird das Getränk mit Schlagobers garniert.
In der Schweiz ist ein Café mélange oder Kafi Melange ein Kaffee mit einer Schlagsahnehaube. Die Schlagsahne wird dann noch mit einer Kaffeebohne garniert. Häufig wird der Schlagrahm auch separat in einem Schälchen serviert.
In den Niederlanden wird unter Wiener Melange entweder ein Kaffeegetränk verstanden, das mit gezuckertem Eigelb zubereitet wird, oder ein Kaffeegetränk ähnlich der österreichischen Variante, aber statt Milch wird heißer Kakao verwendet.
Nescafé, Mövenpick und Lufthansa Catering servieren als Wiener Melange Kaffee mit Kakaobeimischung. Für gewöhnlich, aber nicht zwingend, enthält dieser einen Schuss Milch oder Milchschaum.